# 伊勢崎硬建クラブ
伊勢崎硬建クラブ（いせさきこうけんクラブ）は、群馬県伊勢崎市に本拠地を置き、日本野球連盟に加盟する社会人野球のクラブチームである。

## 概要
1992年、地元建設業協会加盟40社がスポンサーとなり『全伊勢崎硬建クラブ』として発足する。
1994年には、全日本クラブ野球選手権大会で初出場・初優勝を飾る。また、同大会では6回の出場時全てにおいてベスト4以上に入賞する勝負強さを見せている。
2006年3月31日付けで、チーム名を『伊勢崎硬建クラブ』に改称した。

## 設立・沿革
- 1992年 - 『全伊勢崎硬建クラブ』として創部。
- 1994年 - 全日本クラブ野球選手権大会で初出場、初優勝。
- 2000年 - 全日本クラブ野球選手権大会で2度目の優勝。
- 2006年 - チーム名を『伊勢崎硬建クラブ』に改称。

## 主要大会の出場歴・最高成績
- 全日本クラブ野球選手権大会 - 出場6回、優勝2回（1994年、2000年）
- ナショナルクラブベースボールシリーズ - 出場3回

## 元プロ野球選手の競技者登録
- 内山憲一（元：ヤクルトスワローズ） - 投手兼コーチ → 退団